# Berthold Lasker
Berthold Lasker (Jonathan Berthold Lasker) (31. december 1860 – 19. oktober 1928) var en tysk skakmester.
Berthold var storebror til skakverdensmesteren Emanuel Lasker.